# José Antonio Alonso Vázquez
José Antonio Alonso Vázquez, (Pamplona, Navarra, 6 d'abril de 1961), és un exjugador de bàsquet navarrès que mesura 1.80 cm i la posició del qual en la pista era la de base. Una de les seves especialitats en el joc eren els robatoris de pilota, robant 466 en 268 partits en la lliga ACB. És germà de Juan Miguel Alonso, també jugador de bàsquet professional.

## Clubs
- Planter Col·legi Loyola Sant Sebastià.
- 1980-1981 Obradoiro Santiago
- 1981-1990 CB Valladolid
- 1990-1992 Cajabilbao
- 1992-1993 Loyola Easo